# لاري كيلر
لاري كيلر (بالإنجليزية: Larry Keller)‏ هو لاعب كرة قدم أمريكية أمريكي، ولد في 2 أكتوبر 1953 في سان بنيتو في الولايات المتحدة.

## وصلات خارجية
- لاري كيلر على موقع مرجع كرة القدم المحترفة.كوم (الإنجليزية)
- لاري كيلر على موقع JustSportsStats.com (الإنجليزية)